# Trinity Peninsula Group

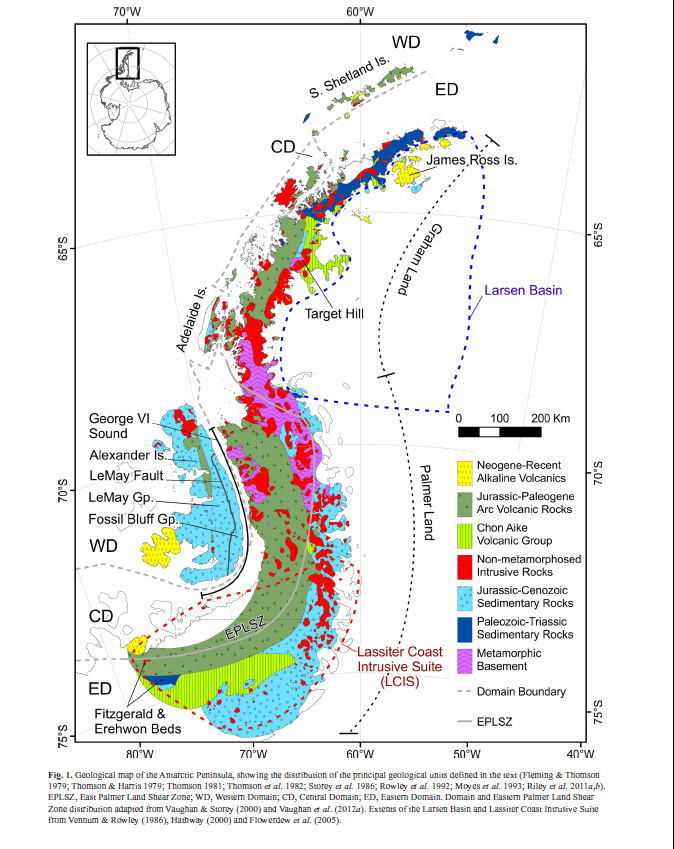
Geologische Karte der Antarktischen Halbinsel mit Lage der Trinity Peninsula Group, dunkelblau markiert

Die Trinity Peninsula Group ist eine ca. 500 km lange metamorph überprägte metasedimentäre Sequenz, die weit verbreitet im nördlichen Westen und Osten von Grahamland der Antarktischen Halbinsel (AH) vorkommt. Sie überlagert das dortige kristalline orthogneisischen und paragneisische Grundgebirge. Dessen Alter kann bis zum frühen Ordovizium zurückverfolgt werden.

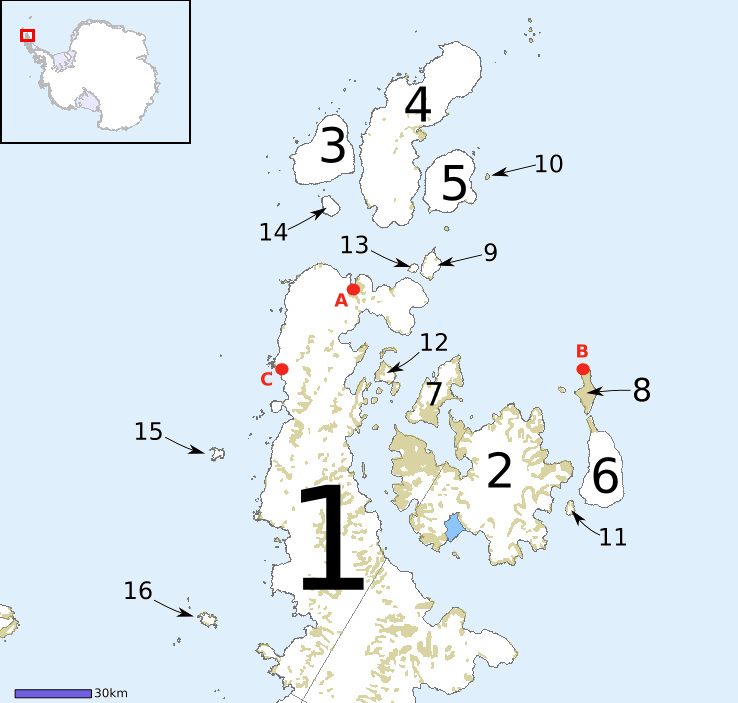
Nördlicher Teil von Grahamland mit der Joinville-Insel (Nr. 4)
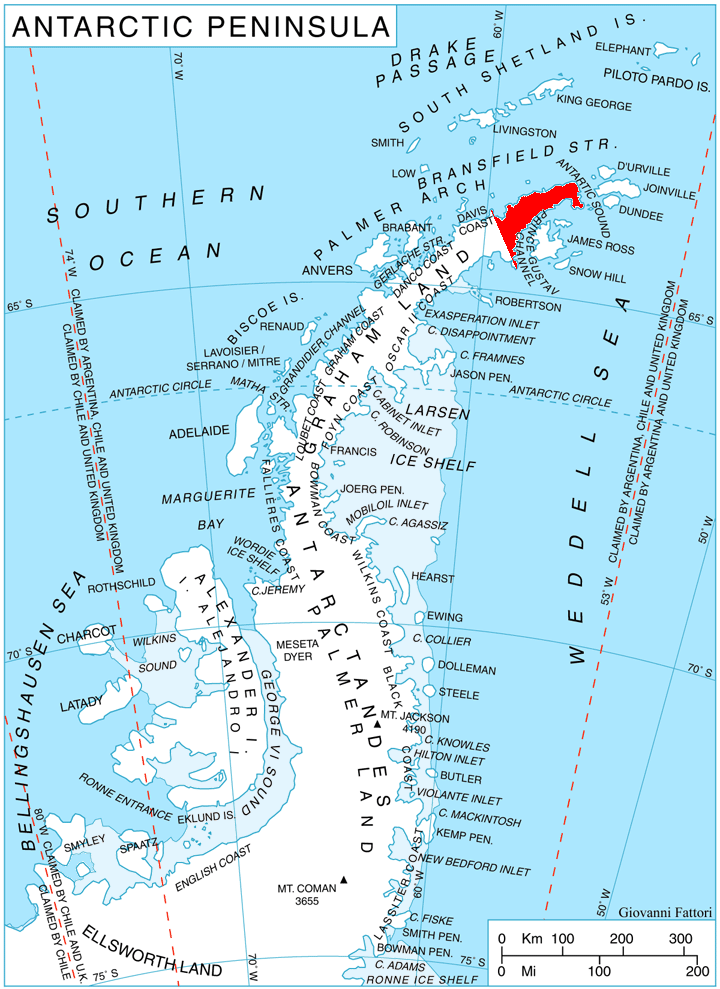
Lage der Trinity-Halbinsel
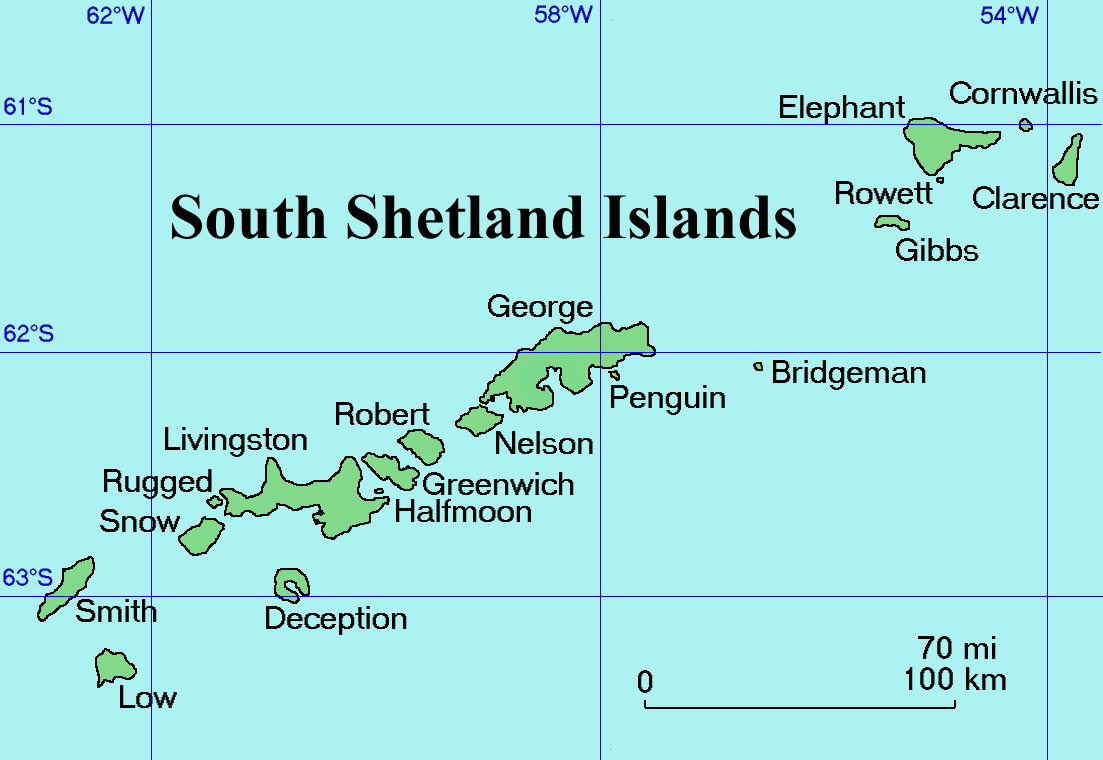
Karte der Südlichen Shetlandinseln
Karte der Südlichen Orkneyinseln

Aufschlüsse der TPG kommen neben den Vorkommen auf Grahamland auch vor auf der Joinville-Insel, auf der Trinity-Halbinsel, in der Miers Bluff-Formation auf der Livingston-Insel der Südlichen Shetlandinseln und im Scotia Metamorphic Complex der Südlichen Orkneyinseln. Weiterhin sind starke chemische und geochronologische Ähnlichkeiten mit dem Rakaia Terrane vom heutigen Neuseeland vorhanden.

## Tektonische Situation
Während der tektonischen Evolution der AH subduzierte die Phoenix-Platte unter die Lithosphärenplatte der Antarktischen Platte am südwestlichen Teil von Proto-Ostgondwana mit Proto-Ostantarktika. In diesem Bereich des Subduktionsregimes waren auch die Lord Howe Rise von Nordzealandia und das Campbell Plateau von Südzealandia betroffen. Der heutige nordöstliche Randbereich der AH mit dem Grahamland hatte tektonischen Kontakt mit dem Block des Proto-Deseado Massif vom Proto-Patagonien-Terran. Dieser Block kollidierte in der mittleren Kreide mit dem North Patagonian Massif. Diese Subduktionsphase kann der Gondwanide-Orogenese zugeordnet werden, die sich am seinerzeitigen Südwestrand Gondwanas erstreckte. Sie erfasste nach heutiger Geographie Bereiche vom heutigen Südamerika, Südafrika, Antarktika, Australien und Neuseeland.

## Grundgebirge
Das kristalline Grundgebirge tritt in lokal ausgedehnten Expositionen im östlichen Grahamland zutage. Am Eden-Gletscher liefern dioritische Gneise frühe ordovizische Protolithalter von 487 und 485 mya und stellen die ältesten vor Ort entstandenen Gesteine dar, die auf der AH aufgezeichnet wurden. Sie weisen auf eine signifikante räumliche Ausdehnung des Magmatismus Proto-Patagoniens während der Famatinian Orogen-Bildung hin. Zirkone in den frühen ordovizischen Protolithen (Ausgangsgesteinen) und in ihnen entwickelte granitische Migmatite dokumentieren zwei Phasen der permischen Metamorphose um 275 mya und um 257 mya, teilweise zusammenfallend mit Diorit-Plutonismus um 272 mya. Am Adie Inlet wurden granitische Migmatite aus Paragneisen auf 276 mya datiert, die um 257 mya durch xenolithreichem Dioritgneise intrudiert wurden. Der Diorit drang auch während einer zweiten Phase der Deformation ein, die die Paragneise eng faltete. In das gesamte Gesteinspaket drangen 259 mya alte intensiv zertrümmerte, megakristalline Granodiorite ein. Südlich von Cabinet Inlet ist eine ganz andere Abfolge mit triassischem Magmatismus um 236 mya erkennbar. Dieser dehnte sich bis zur Joerg-Halbinsel aus. Dortige Migmatite datieren um 224 mya. Weiterer Magmatismus und Deformationen setzten sich am Kap Casey um 209 mya fort.

## Sedimentäre Lithostratigraphie
Die sedimentäre Lithostratigraphie der Trinity Peninsula Group (TPG) wird  aufgeteilt in die Hope Bay-, Legoupil-, View Point-, Charlotte Bay- und Paradise Harbour-Formationen. Die meisten Sedimente wurden zwischen dem Perm und der Trias als marine Turbidite abgelagert. Die View Point und die Legoupil Formationen werden auf das späte Karbon bis zum frühen Perm datiert. Sie gehören somit zu den ältesten Sedimentgesteinen der AH.
Turbidite am View Point umfassen große umgestürzte klastische Sedimentgesteine, die ungewöhnlich grobe konglomeratische Linsen innerhalb einer Abfolge von feinkörnigen Sandstein-Mudstone-Schichten beinhalten. Die Ablagerungen erfolgten auf oder am Rand eines submarinen Steilhanges. detritische (verschleppte) Zirkone aus den Sandstein-Mudstone-Schichten datieren um 302 mya. Die Konglomerate bestehen überwiegend aus Quarziten und Graniten und enthalten Gesteinsbrocken mit einem Durchmesser von über 500 Millimeter. Zirkone aus granitoiden Klasten und einer silikatisch-vulkanischen klastischen Ansammlung ergeben Alter von 487 bis 373 mya. Diese Siliziklastika werden als Erosionsprodukte eines magmatischen aktiven Kontinentalrandes interpretiert, der sich wahrscheinlich entlang nahen gondwanischen Sektors Antarktische Halbinsel-Patagonien erstreckte.
Das Alter der Klasten und detritischen Zirkone stimmt gut mit Quellen innerhalb Patagoniens überein, z. B. vom Duque de York Complex im heutigen Patagonien. Außerdem lassen die großen Konglomeratklasten auf eine relativ kurze Transportdistanz schließen, und dass die Sedimentation am oder nahe dem Rand eines Kontinentalrandes stattfand. Regional wurde die TPG-Sedimentsequenz durch mafische bis felsische Plutone und Vulkanite mit überwiegend kalkalkalischen Kontinentalrand-Affinitäten intrudiert. Diese waren vorherrschend auf der gesamten AP.
Während der Gondwanide-Orogenese wurden die Sedimente gefaltet und leicht metamorph überprägt, insbesondere in den nördlichsten Bereichen. Die Metamorphosen ereigneten sich kontinuierlich unter Niedertemperatur- und Niederdruck-Einflüssen. Es entwickelten sich von Prehnit-Pumpellyit-Fazies bis Grünschiefer-Fazies. Außerdem traten Retroarc-Vorlandbecken-Überschiebungen (siehe auch → retro-arc foreland basins) auf. Dabei wurden Randbecken-Klastika auf den Kontinentalrand obduziert.
Der ursprüngliche TPG-Faltengürtel wurde unter subaerischen Einflüssen tief erodiert und eingeebnet und dann entweder von mittel- bis oberjurassischen alluvialen bis limnischen Ablagerungen (im Norden) oder von frühen kreidezeitlichen Laven (im Süden) diskordant (ungleichförmig) überdeckt.

## Fossilien
In einigen, meist feinkörnigen Sandsteinablagerungen, wurden verschiedenen Fossilien gefunden, wie z. B. in der Hope Bay-Formation verschiedene Lebermoose (Jungermanniales), Schachtelhalme (Equisetum), Farne, Nacktsamige Pflanzen (Gymnospermae), wie Palmfarne (Cycadales), Bennettitales, Samenfarne (Pteridospermopsida) und Koniferen (Coniferales) sowie verschiedenartige Käfer (Coleoptera). Weiterhin finden sich in dieser Formation eine Vielzahl von Spurenfossilien, die als Fressspuren interpretiert werden.
In der View Point-Formation fossilierten Teile von orthokonischen Gehäusen, Septen (Kammerscheidewände) und Siphen (Kammerverbindungsstränge) einiger nautiloiden Kopffüßer (Cephalopoda). In der Legoupil-Formation kommen triassische Muscheln (Bivalen) vor.